# Jürgen Renner

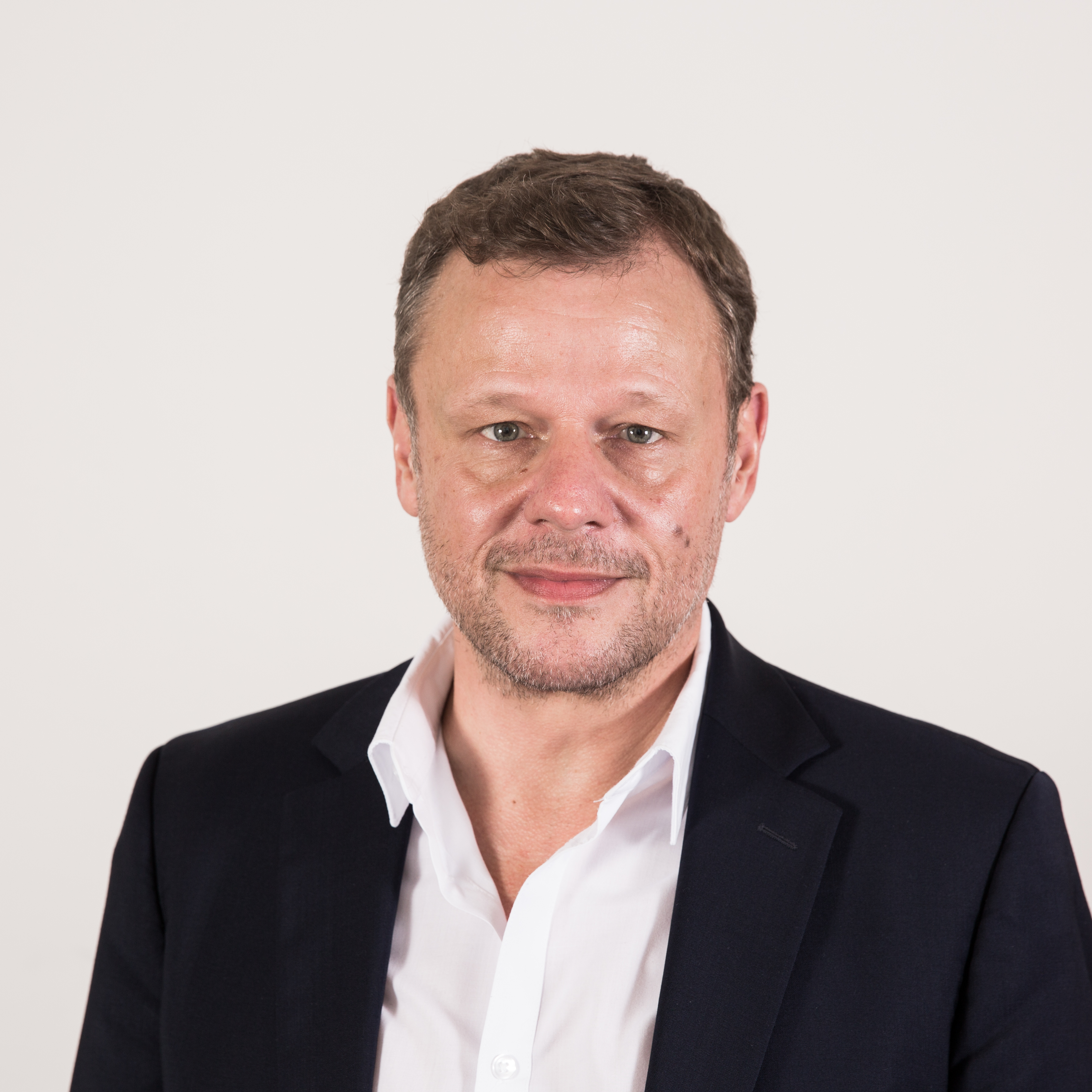
Jürgen Renner (2017)

Jürgen Helmut Renner (* 10. März 1966 in Neunkirchen (Saar)) ist ein deutscher Politiker (SPD). Von 2017 bis 2022 war er Abgeordneter im Landtag des Saarlandes.

## Leben und Wirken
Renner besuchte in den Jahren 1976 bis 1983 eine Realschule des Saar-Pfalz-Kreises in Homburg und absolvierte anschließend eine Ausbildung zum Verwaltungsfachangestellten beim Homburger Landratsamt, die er im Jahr 1986 erfolgreich abschloss. Im dortigen Landratsamt war Renner bis 1995 angestellt, nach dreijährigem Besuch eines Abendgymnasiums studierte er zwischen 1995 und 1999 an der Universität des Saarlandes. Daran anschließend übernahm Renner hauptberuflich das Amt des Fraktionsgeschäftsführers der SPD-Fraktion im Saarbrücker Stadtrat. 2012 wechselte er als Leiter des Referates Medien- und Bürgerkommunikation ins saarländische Ministerium für Bildung und Kultur und war dort enger Vertrauter und Pressesprecher von Minister Ulrich Commerçon; mit der Übernahme des Landtagsmandats 2017 beendete Renner diese Tätigkeit.
Im Jahr 1984 trat Renner in die Sozialdemokratische Partei Deutschlands (SPD) ein. In den Jahren 1997 und 1999 war er Sprecher des Bundesverbandes der Juso-Hochschulgruppen sowie zwischen 1998 und 2000 stellvertretender Bundesvorsitzender der SPD-Jugendorganisation Jusos. Acht Jahre lang leitete Jürgen Renner den SPD-Ortsverein St. Johann (2003 bis 2011), zudem war er von 2010 bis 2017 stellvertretender Kreisvorsitzender der Saarbrücker SPD. Bei der Landtagswahl im Saarland am 26. März 2017 trat Renner für die SPD auf Platz 4 der Landesliste an, wodurch ihm der Einzug als Abgeordneter in den 16. Landtag des Saarlandes gelang. Renner war dort bildungspolitischer Fraktionssprecher sowie stellvertretender Vorsitzender des Ausschusses für Bildung, Kultur und Medien und gehörte darüber hinaus folgenden ständigen Ausschüssen als Mitglied an:
- Ausschuss für Wissenschaft, Forschung und Technologie
- Ausschuss für Inneres und Sport

Bei der Landtagswahl 2022 trat er nicht mehr an.
Renner ist seit 2001 Mitglied der Arbeiterwohlfahrt (AWO), außerdem Mitglied der Vereinten Dienstleistungsgewerkschaft (ver.di) und seit 2012 des Lesben- und Schwulenverbands Saar (LSVD). Zudem engagiert sich der Politiker in Saarbrücker Fördervereinen.